# شزندرة متقاربة
شزندرة متقاربة (الاسم العلمي: Schisandra propinqua) هي نوع نباتي يتبع جنس الشزندرة من فصيلة الشزندرية.